# Tom Harkin
Thomas Richard Harkin, ameriški politik, * 19. november 1939.
Harkin je od leta 1985 do 2015 zastopal Iowo v senatu ZDA. Je član demokratske stranke in nekdanji kandidat za strankarsko predsedniško nominacijo. Njegov oče je bil Irec, mati Frances pa Slovenka. Za pomoč pri mednarodnem uveljavljanju Repubike Slovenije mu je takratni predsednik RS Janez Drnovšek 29. avgusta 2005 podelil Zlati red za zasluge RS.